# ドイツ滑空機研究所

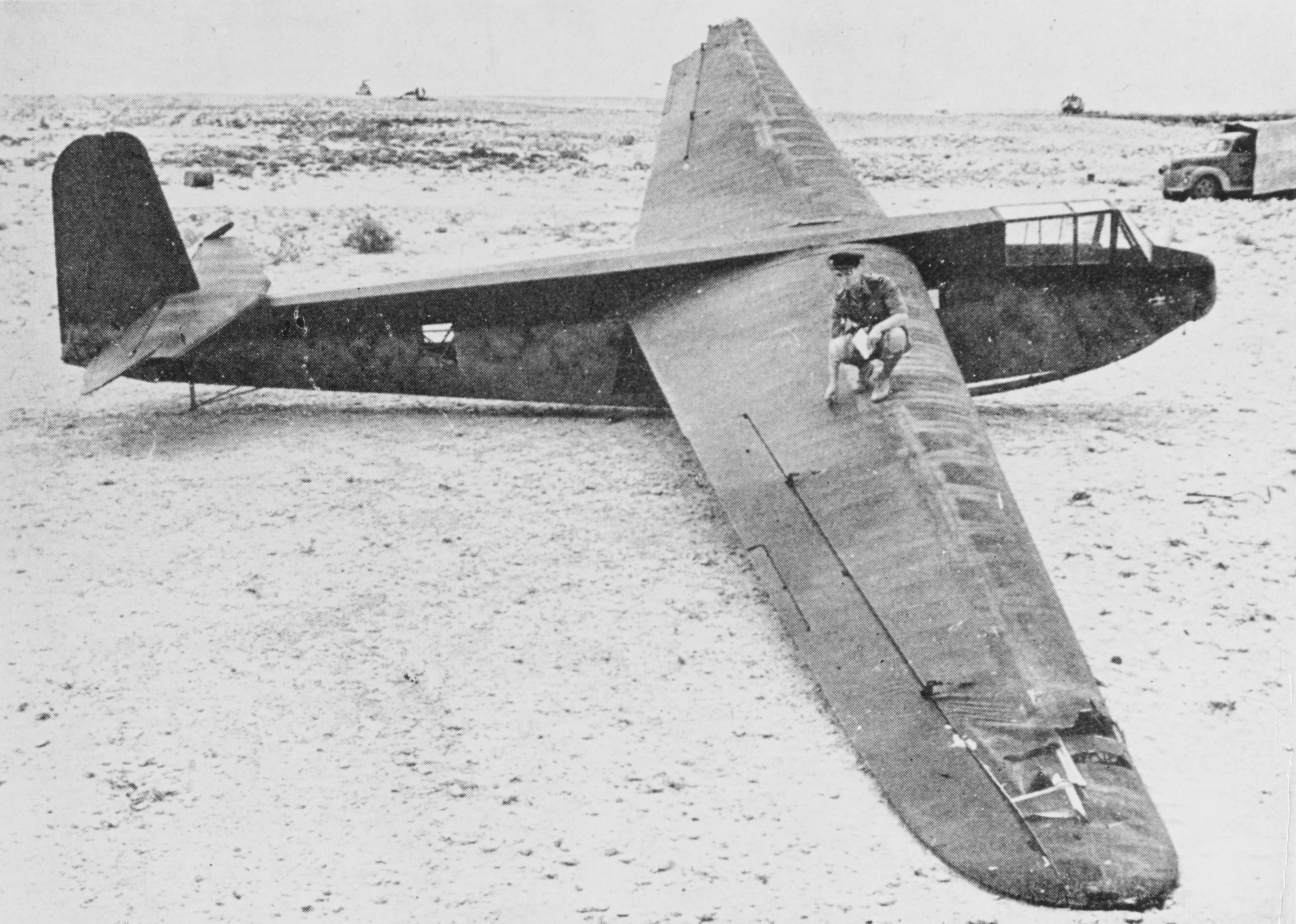
空挺部隊用グライダー『DFS 230』

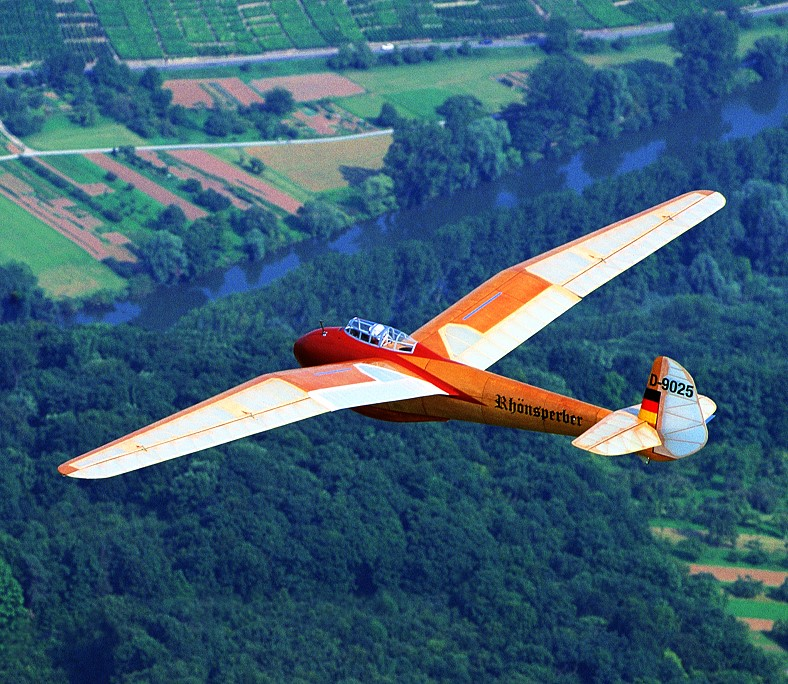
セールプレーン『DFS Rhönbussard』のレプリカ

ドイツ滑空機研究所（ドイツかっくうきけんきゅうじょ、独：Deutsche Forschungsanstalt für Segelflug ; 略称 DFS）は1927年から第二次世界大戦終了まで競技用グライダー、輸送用グライダー（DFS 230）、ロケット推進迎撃戦闘機Me163の元となったDFS 194などの数多くの航空機を開発した。
前身は、ヴェルサイユ条約の軍備制限条項にエンジンプレーンの製造を禁止されたドイツの飛行機好きが1925年に設立したエンジンのないセールプレーン開発のためのレーン・ロシッテン協会 (Rhön-Rossitten Gesellschaft) である。協会名の一つのレーンとはヘッセン、バイエルン、テューリンゲンの国境にあるレーン山塊を意味する。ここはスポーツグライダーの聖地でもある。DFS はこの山塊の最高峰であるヴァッサークッペ(標高950.2m）に設けられた。しかし、曳航機の着陸場が近くにないことから1933年にダルムシュタット・グリースハイムに移転した。ここでヴァルター・ゲオルギー教授 (Walter Georgii) 指導下の研究部門として、気象研究部、無尾翼航空機研究、航空機材の開発、滑空研究部などがあった。
ハンナ・ライチュは第二次世界大戦が終了まで同研究所に所属していた。他にはオイゲン・ゼンガー、ロベルト・クロンフェルト、ギュンター・グレンホフ、ペーター・リーデル、エーリヒ・クレックナーが活躍した。　

## ドイツ滑空機研究所が開発した有名な航空機の一覧
注：リストは不完全(詳細は年表を参照)
- DFS Habicht
- DFS Kranich
- DFS 108 Weihe
- DFS Mo 6 - 標的用グライダー（数機のプロトタイプのみ）、1936年
- DFS Mo 12 - 詳細はAs 292を参照。1937年
- DFS 39 - リッピッシェ設計の無尾翼研究機
- DFS 40 - リッピッシェ設計の無尾翼研究機
- DFS 194 - ロケット推進の研究機。Me 163の先駆け
- DFS 228 - ロケット推進の偵察機（プロトタイプのみ）
- DFS 230 - 輸送用グライダー
- DFS 346 - 超音速ロケット研究機

## ドイツ滑空機研究所の開発した航空機の年表
RRGの名称で開発された航空機
- 1926年 
  - Stamer-Lippisch Zögling 1 初等練習機
- 1927年 
  - DFS Hangwind（リッジリフト、斜面滑空の意） - 初等練習機（双胴機）
- 1928年 
  - DFS Professor I - 高性能セールプレーン
- 1929年 
  - DFS Professor II - 高性能セールプレーン
- 1931年 
  - DFS E 32 - セールプレーン
  - DFS Einheitsschulflugzeug（標準飛行訓練機の意) - グライダー、初等訓練機（尾翼が折りたたみ可能）
  - DFS Fliege IIa（蝿の意） - セールプレーン
  - DFS Jacht 71（ヨットの意） - セールプレーン
- 1932年
  - DFS Condor II - 高性能セールプレーン
  - DFS Rhönadler（レーン山塊のワシの意） - 高性能セールプレーン
  - DFS Stanavo - 高性能のセールプレーン

DFSの名称で開発された航空機
- 1933年
  - DFS Zögling 33 - 初等練習用グライダー
  - DFS Hol's der Teufel（一緒に地獄へ！の意) - 練習用グライダー
  - DFS Moazag'otl - 高性能セールプレーン
  - DFS Rhönbussard - セールプレーン
- 1934 
  - DFS São Paulo - 高性能セールプレーン
- 1935
  - DFS Condor III - 高性能セールプレーン
  - DFS Kranich II（ツルの意） - 複座ソアラ
  - DFS Präsident（プレジデントの意） - 高性能セールプレーン
  - DFS Rhönsperber - 高性能セールプレーン
  - DFS Zögling 35 - 初等練習用グライダー Zögling の改良型
- 1936 
  - DFS Habicht - 曲技飛行用セールプレーン
  - DFS Kranich - 複座セールプレーン
- 1937
  - DFS 230 - 輸送用グライダー（1,600機生産）
- 1938
  - Schulgleiter 38 - 初等練習用グライダー
  - DFS B6 - 高性能セールプレーン
  - DFS Ha III - 高性能セールプレーン
  - DFS Reiher - 高性能セールプレーン
  - DFS 108 Weihe - 高性能セールプレーン
  - DFS 194 - ロケット推進研究機。Me 163の先駆け
- 1939
  - DFS Olympia Meise - 高性能のセールプレーン
- 1942
  - DFS 228 - ロケット推進偵察機（研究計画のみ）
- 1943
  - DFS 331 - 輸送用グライダー（研究計画のみ）
- 1944
  - DFS 346 - ロケット推進迎撃機（超音速研究機、不完全なプロトタイプのみ）